# Jean-Pierre Koepp
Jean-Pierre Koepp, genannt „Koeppe Jemp“, (* 26. April 1934 in Hosingen; † 3. August 2010 in Ettelbrück) war ein luxemburgischer Geschäftsmann und Politiker.

## Leben
Durch seine frühe Erfahrung auf dem Bauernhof, konnte er sich im Ösling als Viehhändler einen Namen machen. Er war außerdem Betreiber einer Gaststätte und einem Gastgewerbe in Hoscheid-Dickt.
Koepp ist Mitbegründer der ADR, die sich anfangs noch „Aktiounskomitee 5/6“ (dt. Aktionskomitee 5/6) nannte. Für die ADR saß er als Nord-Abgeordneter von 1989 bis 2009 in der Chambre des Députés. Bei der Parlamentswahl vom 7. Juni 2009 verzichtete er, aufgrund von gesundheitlichen Problemen, auf eine erneute Kandidatur.
Sein Einsatz im Parlament war vor allem dadurch gezeichnet, dass er sich für die kleinen Leute und den Norden Luxemburgs engagiert hat.